# Phoebe Dynevor
Phoebe Harriet Dynevor (Trafford, 17 aprile 1995) è un'attrice britannica.
Ha ottenuto l’attenzione internazionale con il ruolo di Daphne Bridgerton nell’acclamata serie Netflix Bridgerton, per la quale ha ricevuto una candidatura allo Screen Actors Guild Award.

## Biografia
Phoebe Dynevor è nata a Trafford, figlia di Tim Dynevor e dell'attrice Sally Dynevor. Dopo gli studi alla Cheadle Hulme School di Stockport, Dynevor ha fatto il suo esordio televisivo nella quinta stagione di Waterloo Road nel 2009, a cui sono seguiti ruoli ricorrenti in Dickensian, The Musketeers e Snatch.
Nel 2017 ha ottenuto il ruolo ricorrente di Clare nella serie televisiva Younger, in cui ha recitato in undici episodi fino al 2020. Nello stesso anno è la protagonista Daphne Bridgerton nella serie di Netflix Bridgerton.

## Filmografia

### Cinema
- The Nature of Daylight – cortometraggio (2016)
- The Colour Room, regia di Claire McCarthy (2021)
- Fair Play, regia di Chloe Domont (2023)

### Televisione
- Waterloo Road – serie TV, 20 episodi (2009-2010)
- Monroe – serie TV, episodio 1x04 (2010)
- Prisoners' Wives – serie TV, 10 episodi (2012-2013)
- The Village – serie TV, 6 episodi (2014)
- The Musketeers – serie TV, episodio 2x8 (2014)
- Dickensian – serie TV, 11 episodi (2015-2016)
- Snatch – serie TV, 20 episodi (2017-2018)
- Younger – serie TV, 16 episodi (2017-2021)
- Bridgerton – serie TV, 13 episodi (2020-2022)

## Riconoscimenti
- BAFTA
  - 2024 – Candidatura alla miglior stella emergente
- Satellite Award
  - 2021 – Candidatura alla miglior attrice in una serie drammatica per Bridgerton
- Screen Actors Guild Award
  - 2021 – Candidatura al miglior cast in una serie drammatica per Bridgerton

## Doppiatrici italiane
Nelle versioni in italiano delle opere in cui ha recitato, Phoebe Dynevor è stata doppiata da:
- Margherita De Risi in Bridgerton, Fair Play
- Emanuela Ionica in Snatch
- Ludovica Bebi in The Colour Room